# عريضات الأقواس

جمجمة عريضة الأقواس.

عريضة الأقواس (الاسم العلمي: Euryapsida)، هي متعددة العرق (غير طبيعية، لأن الأعضاء المختلفة ليست على صلة قريبة منها) مجموعة من الزواحف التي تتميز بفتحة صدرية واحدة، فتحة خلف محجر العين، تحت ما وراء محجر العين وعظام الصدفية المتمفصل. وهي مختلفة عن مندمجات الأقواس، التي لديها أيضا فتحة واحدة خلف محجر العين، عن طريق وضع كوه. في مندمجات الأقواس، هذه الفتحة تحت مفصل عظام لما وراء محجر العين وعظام الصدفية المتمفصل. يُعتقد الآن بشكل شائع أن عريضة الأقواس هي في الواقع ثنائيات الأقواس (التي لها اثنان خلف محجر العين) التي فقدت الثقب الصدغي السفلي. لا يوجد أحفاد لعريضات الأقواس على قيد الحياة.